# Herb Albanii
Herb Albanii – jeden z symboli państwowych Republiki Albanii.   

## Historia i symbolika
Herb bazuje na pieczęci Skanderbega, albańskiego bohatera narodowego z XV wieku. Przedstawia czarnego dwugłowego orła na czerwonej tarczy herbowej. Od 2002 roku nad orłem znajduje się złoty rysunek „hełmu Skanderbega” (znajdował się tam także w okresie albańskiej monarchii).
Oryginalny hełm Skanderbega, ozdobiony kozimi rogami, znajduje się obecnie w Wiedniu, a jego kopia - w muzeum Skanderbega w Krui. Według legendy rogi te są pamiątką tego, że Skanderbeg wspinał się po albańskich górach jak kozica, urządzając zasadzki na wojska tureckie.
Dwugłowy orzeł był godłem Cesarstwa Bizantyńskiego.
W okresie socjalistycznym godło Albanii uzupełniono o tradycyjne socjalistyczne symbole: wieniec z kłosów (symbolizujący rolnictwo i pracę, zwłaszcza na roli) i czerwoną gwiazdę - symbol ruchu robotniczego. Wieniec z kłosów przepasany był czerwoną szarfą, zaś u dołu znajdowała się data 24 maja 1944 r. Data ta nawiązuje do powołanego w tym dniu, przez komunistyczny ruch oporu (Armię Narodowo-Wyzwoleńczą), rządu tymczasowego, co stało się początkiem budowy socjalizmu w tym kraju. Godło w tej formie obowiązywało aż do zmiany systemu politycznego.

## Historia

Królestwo Albanii
Niepodległa Albania 1912–1914
Autonomiczna Albańska Republika Korçë 1916–1920
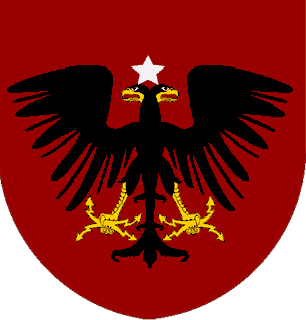
Herb Księstwa Albanii 1914–1925
Herb Księstwa Albanii 1914–1925 (wersja)
Herb Republiki Albanii 1925–1928
Herb niepodległego Królestwa Albanii 1928–1939
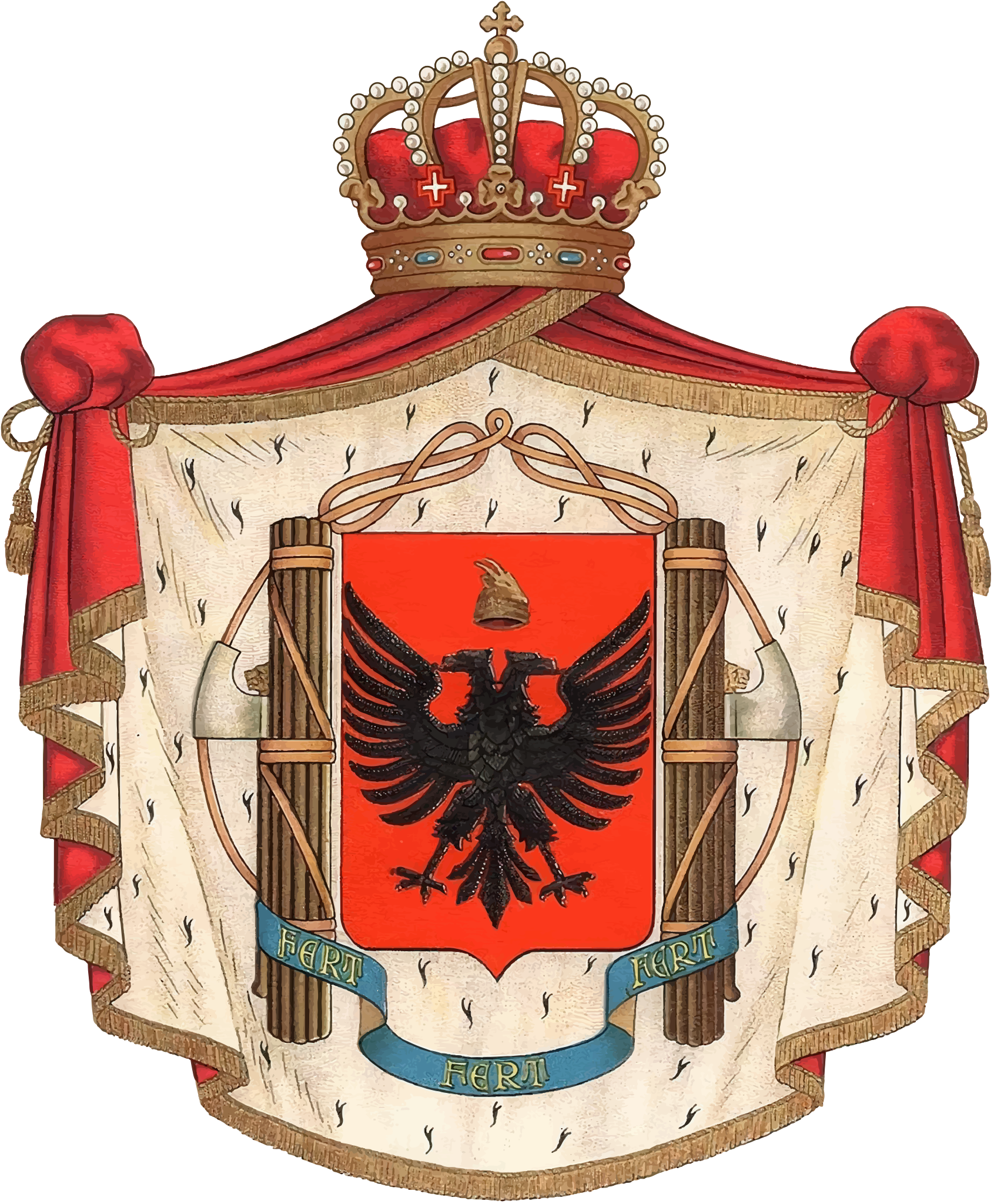
Herb Królestwa Albanii z czasów okupacji włoskiej 1939–1943
Okupacja niemiecka 1943–1944
Godło[1] z czasów komunistycznych 1946–1991
Herb Albanii 1992–1998